# Gelida
Gelida – gmina w Hiszpanii, w prowincji Barcelona, w Katalonii, o powierzchni 26,68 km². W 2011 roku gmina liczyła 7102 mieszkańców.